# Umri
|  | Per a altres significats, vegeu «Umri (zamindari)». |

Umri fou un estat tributari protegit a la residència de Gwalior dependent de l'agència de l'Índia Central. Tenia una superfície de 155 km² i una població el 1901 de 2.469 habitants. La capital era Umri amb 581 habitants el 1901. Els ingressos s'estimaven vers el 1901 en 6.000 rupies. Fins al 1897 van circular les monedes anomenades phul shahis encunyades a Raghugarh, Shadora i Chanderi. Els sobirans d'Umri, de Khiaoda i de Bhadaura eren rajputs sisòdies de la branca Sagaravat, descendents de Sagarji (Sagar Singh), un fill jove del rana Udai Singh (1537-1572), el fundador d'Udaipur, que amb l'ajut d'Akbar va aconseguir per un temps dominar Merwar usurpant el tron del seu germà gran Pratap Singh (1572-1597). Un altre Pratap Singh, cinquè descendent de Sagar, es va apoderar d'Umri (que estava llavors en mans del thakur Pahlad Singh, un rajput tagara) el 1636 amb el suport del nawab de Nahargarh, un rathor rajput musulmà. La filla de Pratap Singh es va casar amb raja Ram Singh de Kotah que va morir en la batalla de Jajau el 1707. El fill de Pratap, Himmat Singh, que estava al servei de Kotah, va tenir tres fills, dels quals Jagat Singh va rebre Bhadaura i altres pobles; Jai Singh va rebre alguns pobles que després van passar a Bhadaura i a Umri; i Khiaoda Man va rebre altres pobles que van formar l'estat de Khiaoda. En el període maratha aquestos tres estats (Umri, Bhadaura i Khiaoda van perdre molt de territori i van subsistir com a thakurats de Gwalior garantits pels britànics. Estava rodejat per tots costats per territori de Gwalior. Com que el 1803 el seu cap va ajudar al general Jean Baptiste (al servei de Gwalior) contra les rajputs hostils, se li va permetre romandre en possessió de l'estat i els britànics van garantir la seva existència. Durant la minoria del raja, fins al 1882, l'estat va estat sota superintendència del subagent polític de Guna. El 1882 va pujar al tron a Umri, Pirthi Singh, net de Mohum Singh, amb títol hereditari de raja. Ja no era considerat feudatari de Gwalior. El darrer thakur fou Jaswant Singh, (1916-1948)